# Verwaltungsgemeinschaft Sayda/Dorfchemnitz
Die Verwaltungsgemeinschaft Sayda/Dorfchemnitz (bis zum 20. April 2018 „Verwaltungsgemeinschaft Sayda“) ist eine Verwaltungsgemeinschaft im Freistaat Sachsen. Sie liegt im Süden des Landkreises Mittelsachsen etwa 28 Kilometer südlich der Kreisstadt Freiberg und zirka 26 Kilometer östlich von Marienberg. Landschaftlich befindet sich das Gemeinschaftsgebiet im Osterzgebirge  auf einer Hochfläche zwischen den Tälern der Freiberger Mulde und der Flöha. Die Bundesstraße 171 führt durch das Gemeinschaftsgebiet.

## Die Gemeinden mit ihren Ortsteilen
- Sayda mit den Ortsteilen Sayda (Stadt), Friedebach, Ullersdorf und Pilsdorf
- Dorfchemnitz mit den Ortsteilen Dorfchemnitz, Voigtsdorf und Wolfsgrund